# Dendropoma
Dendropoma là một chi irregularly-coiled ốc biển được gọi là "worm shells" hoặc "worm snails". These are là động vật thân mềm chân bụng sống ở biển trong họ Vermetidae.

## Các loài
According to the Cơ sở dữ liệu sinh vật biển (WoRMS), the following species with valid names are gồm cód withtrong genus Dendropoma:
- Dendropoma anguliferum (Monterosato, 1884)
- Dendropoma corallinaceum (Tomlin, 1939)
- Dendropoma corrodens (d'Orbigny, 1842) - ringed wormsnail
- Dendropoma exsertum (Dall, 1881)
- Dendropoma ghanaense Keen & Morton, 1960
- Dendropoma irregulare (d'Orbigny, 1842) - irregular wormsnail
- Dendropoma lituella (Mörch, 1861) - flat wormsnail [2]
- Dendropoma marchadi Keen & Morton, 1960
- Dendropoma maximum Sowerby, 1825
- Dendropoma mejillonensis Pacheco & Laudien, 2008
- Dendropoma nebulosum (Dillwyn, 1817)
- Dendropoma petraeum (Monterosato, 1884)
- Dendropoma rastrum (Mörch, 1861) - California wormsnail [2]
- Dendropoma squamifera Ponder, 1967 [cần dẫn nguồn]
- Dendropoma tholia Keen & Morton, 1960